# Cultura de Portugal
Portugal tiene sus raíces en la cultura latina de la Antigua Roma con influencias celtas y semitas.

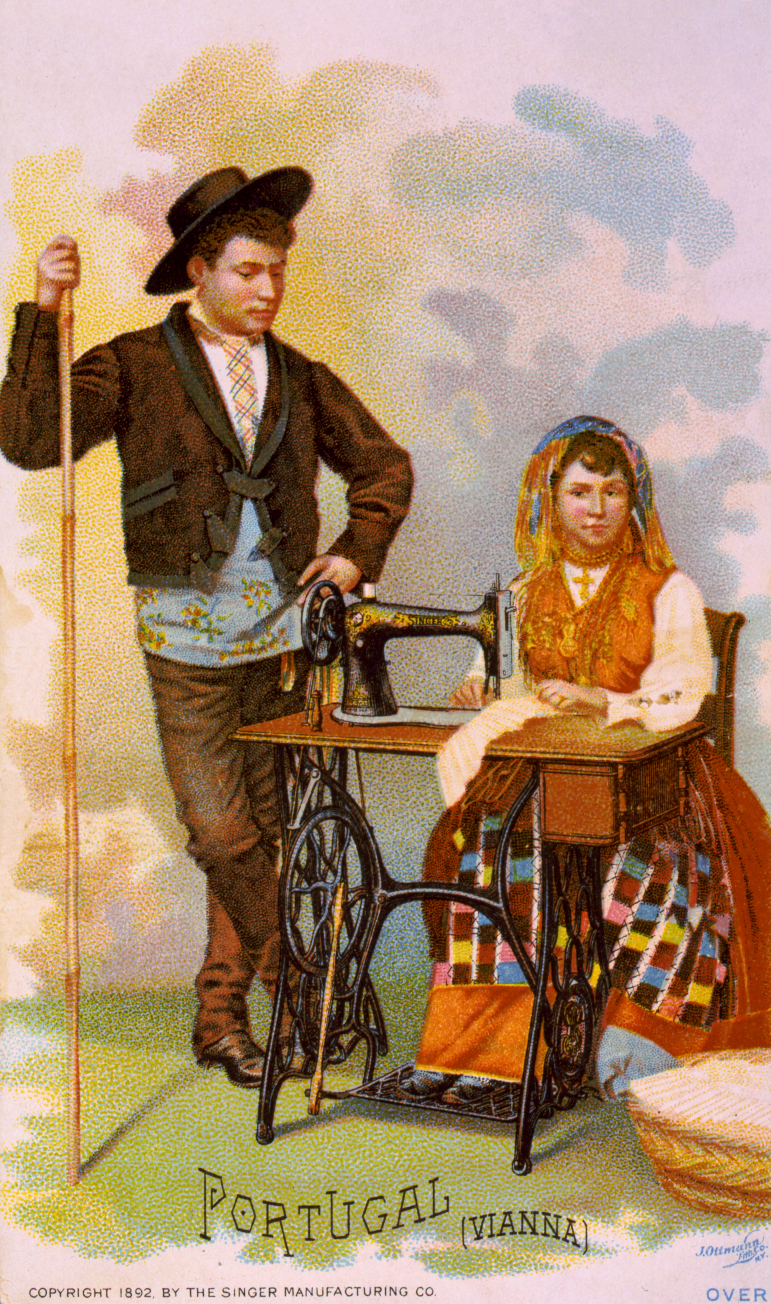
He aquí una pareja de portugueses del siglo XIX con las ropas típicas de la provincia de Minho.

## Idioma
El idioma oficial de Portugal es el portugués, uno de los primeros idiomas cultos de la Europa medieval a la par que el provenzal, siendo su escritura influenciada por esta última. 
Existe un municipio donde algunas personas de las aldeas hablan un idioma derivado del que existía en el antiguo Reino de León, llamado mirandés. (Lhéngua Mirandesa en mirandés). Este idioma tiene menos de 15 000 hablantes (la mayoría como segunda lengua) y solo se utiliza en aldeas, siendo la de Picote (Picuote en mirandés) la única prácticamente 100% monolingüe, curioso en un país lingüísticamente homogéneo como Portugal.

## Artes Escénicas

### Arquitectura
La arquitectura portuguesa siguió siempre las tendencias del resto de Europa, a pesar de hacerlo con algún atraso. Fue solo con el estilo manuelino que se consiguió una altura considerable, en la vanguardia artística de la época. Este estilo hace de transición suave entre el gótico y el renacimiento. Actualmente la producción arquitectónica portuguesa está a la par de lo que pasa en el medio artístico internacional, donde destacan los arquitectos contemporáneos:

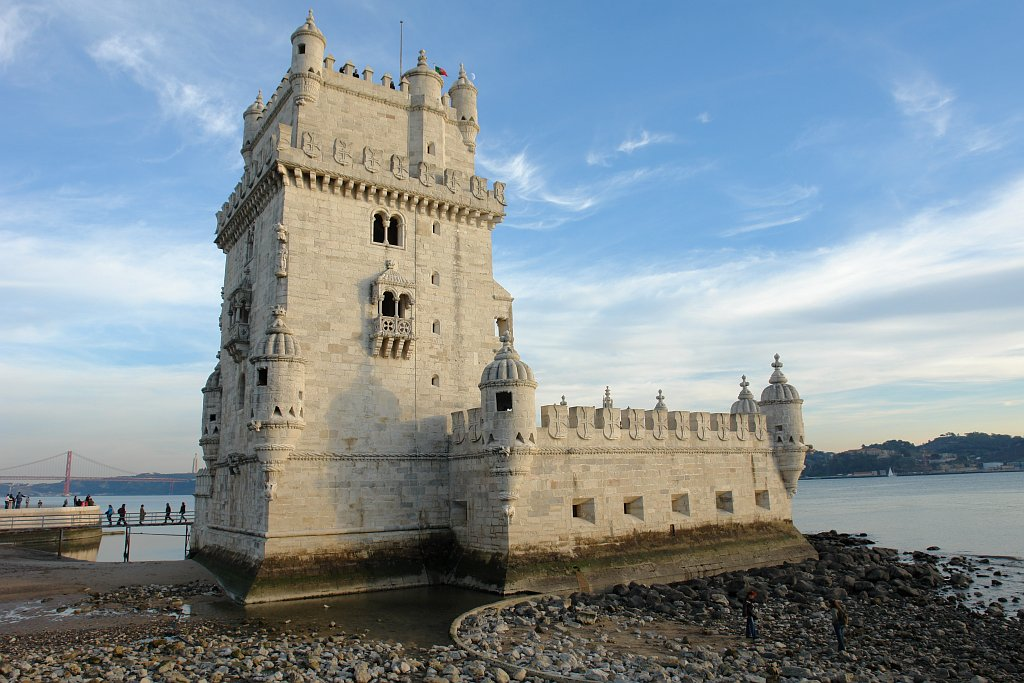
Torre de Belén

- Álvaro Siza
- João Luís Carrilho da Graça
- Eduardo Souto de Moura
- Fernando Távora
- Nuno Teotónio Pereira
- Filipe Oliveira Dias
- Manuel Salgado
- Gonçalo Byrne
- Vitor Figueiredo

### Pintura
La pintura portuguesa, al igual que la arquitectura, ha seguido las tendencias internacionales. Al principio del siglo XX apareció una nueva ola de artistas futuristas que podían haber hecho importantes revoluciones en el arte si no fuera por sus muertes precoces. Algunos de esos pintores y otros de diferentes épocas son: 

Cuadro de san Vicente

- Amadeo de Souza-Cardoso
- Ângelo de Sousa
- Armando Alves
- Guilherme de Santa-Rita
- José de Guimarães
- José Rodrigues
- Júlio Pomar
- Júlio Resende
- Paula Rego
- Sobral Centeno
- Maria Helena Vieira da Silva

### Cine
Cineastas:
- Manoel de Oliveira
- António Pedro Vasconcelos
- Joaquim Leitão

Actores:
- Joaquim de Almeida
- Maria de Medeiros

## Gastronomía
- Datos: Q2746216
- Multimedia: Culture of Portugal / Q2746216